# 天童市立津山小学校
天童市立津山小学校（てんどうしりつ つやましょうがっこう）は山形県天童市にある公立小学校である。

## 沿革
- 1874年（明治7年） - 開校
- 1941年（昭和16年） - 津山国民学校に改称
- 1947年（昭和22年） - 津山村立津山小学校に改称
- 1954年（昭和29年）10月1日 - 合併により天童町立津山小学校に改称
- 1958年（昭和33年）10月1日 - 市制施行により天童市立津山小学校に改称

## 学区
- 501から505、507から512、514、521(ただし、国道13号西側を除く。)（若松、立宿、寄的、関の上、下貫津、上貫津、温泉の一部）[1][2]

## 卒業後
- 第二中学校へ進学するが、一部は第一中学校へ進学する。